# فلاديسلاف رومانوف
فلاديسلاف رومانوف (بالبلغارية: Владислав Романов)‏ هو لاعب كرة قدم بلغاري في مركز الوسط، ولد في 7 فبراير 1988 في صوفيا في بلغاريا. لعب مع بوتيف فراتسا وسلافيا صوفيا ونادي تشيرنو مور فارنا ونادي كراكوفيا الرياضي ونادي لوكوموتيف صوفيا.

## وصلات خارجية
- فلاديسلاف رومانوف على موقع قاعدة بيانات كرة القدم.إي يو (الإنجليزية)
- فلاديسلاف رومانوف على موقع Soccerway.com (الإنجليزية)